# 圣尼古拉教堂 (布拉格老城)

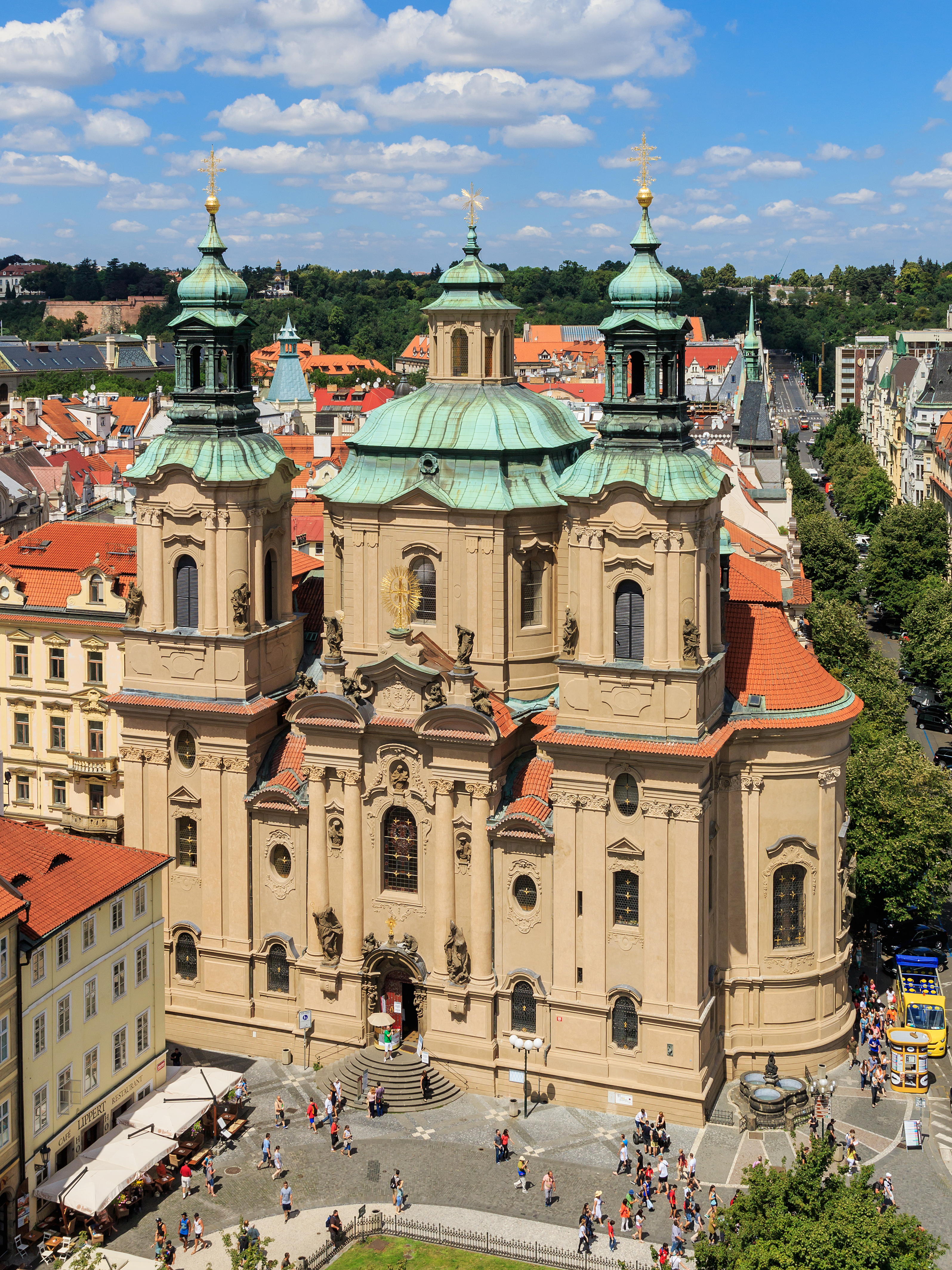

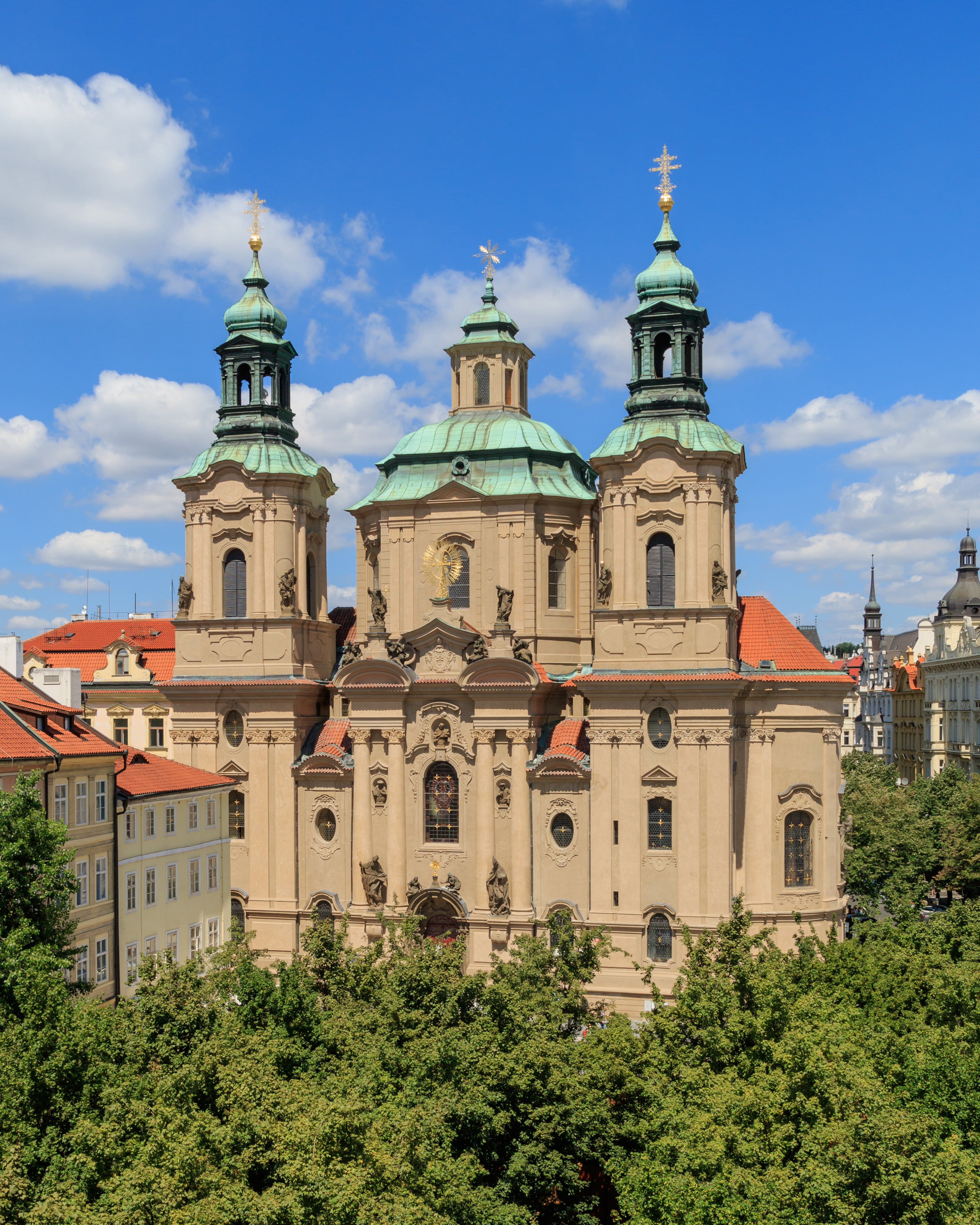
巴洛克风格的教堂

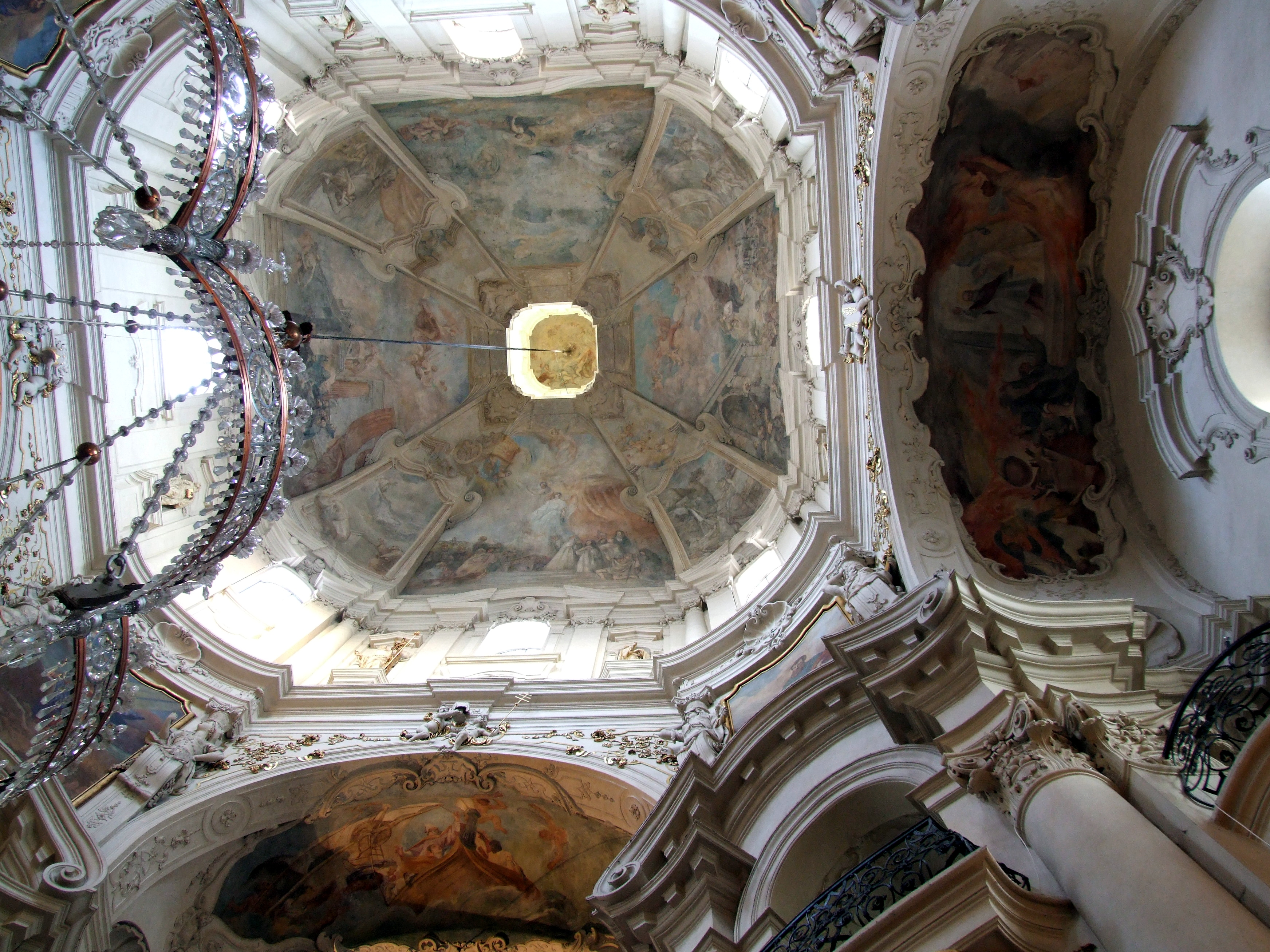
天花板

布拉格老城的圣尼古拉教堂（Kostel svatého Mikuláše）位于捷克首都布拉格的老城广场。巴洛克风格，建于1732年至1737年。
教堂内值得注意的有管风琴，以及天花板上描绘圣尼古拉、圣本笃生平和旧约故事的湿壁画，1735年至1736年由巴伐利亚画家Kosmas 达米安阿萨姆创作。人造大理石的主祭坛建于1737年。

## 历史
这座教堂建在过去罗曼式教堂的旧址上。 
从1870年到1914年，成为一座东正教教堂，然后被用作驻军教堂或一个仓库。自1920年归属是捷克斯洛伐克胡斯派教会。